# Pascal Sylvoz
Pascal Sylvoz, né le 31 juillet 1965 à Paris, est un céiste français pratiquant la course en ligne.

## Carrière
Pascal Sylvoz est médaillé de bronze en C-4 500 mètres aux Championnats du monde de course en ligne de canoë-kayak de 1989 à Plovdiv et médaillé d'argent dans la même discipline aux Championnats du monde de course en ligne de canoë-kayak de 1991 à Paris.
Il participe à trois éditions des Jeux olympiques ; il est huitième de la finale du C-2 1 000 mètres en 1988 à Séoul, cinquième de la finale du C-1 1 000 mètres et septième de la finale du C-1 500 mètres en 1992 à Barcelone et cinquième de la finale du C-1 1 000 mètres en 1996 à Atlanta.
Il est médaillé de bronze en C2 aux Championnats du monde de marathon 2001 à Stockton-on-Tees.